# 阿尔贝·萨罗
阿尔贝-皮埃尔·萨罗（法語：Albert-Pierre Sarraut，法語：[albɛʁ saʁo]，1872年7月28日—1962年11月26日），越南汉文文献译作沙露，民国时期译作沙河，生于波尔多卒于巴黎，法國激進社會黨政治家，以其殖民政策和在法屬印度支那總督任內的開明統治而極負盛名。1911年，阮朝朝廷表封薩羅為輔南王。在法兰西第三共和国时期两次任总理。
在皮埃尔·赖伐尔右倾内阁1936年1月垮台后，法国自由党领袖萨罗出任总理。

## 萨罗第一届内阁，1933年10月26日- 11月26日
- 阿尔贝-皮埃尔·萨罗——部长会议主席和海军部长
- 阿尔贝·达利米耶(Albert Dalimier)——部长会议副主席和司法部长
- 约瑟夫·保罗-邦库尔（Joseph Paul-Boncour）——外交部长
- 爱德华·达拉第——战争部长
- 卡米耶·肖当（Camille Chautemps）——内政部长
- 乔治·博内（Georges Bonnet）——财政部长
- 阿贝尔·加尔代（Abel Gardey）——预算部长
- 欧仁·弗罗（Eugène Frot）——劳动和社会保障部长
- 雅克·斯特恩（Jacques Stern）——商船部长
- 皮埃尔·科特（Pierre Cot）——空军部长
- 阿纳托尔·德·蒙齐埃（Anatole de Monzie）——国家教育部长
- 伊波利特·迪科（Hippolyte Ducos）——养老金部长
- 亨利·克耶——农业部长
- 弗朗索瓦·皮埃特里（François Piétri）——殖民地部长
- 约瑟夫·帕加农（Joseph Paganon）——公共工程部长
- 埃米勒·利斯博内（Émile Lisbonne）——公共卫生部长
- 让·米斯特勒（Jean Mistler）——邮政、电报和电话部长
- 劳伦·埃纳克（Laurent Eynac）——工商部长

## 萨罗第二届内阁，1936年1月24日- 6月4日
- 阿尔贝-皮埃尔·萨罗——部长会议主席和和内政部长
- 皮埃尔·艾蒂安·弗朗丹（Pierre Étienne Flandin）——外交部长
- 路易·莫兰（Louis Maurin）——战争部长
- 马塞尔·雷尼耶（Marcel Régnier）——财政部长
- 吕多维克-奥斯卡·弗罗萨尔（Ludovic-Oscar Frossard）——劳工部长
- 莱昂·贝拉德（Léon Bérard）——司法部长
- 弗朗索瓦·皮埃特里——海军部长
- 路易·德·沙普德莱纳（Louis de Chappedelaine）——商船部长
- 马塞尔·德亚（Marcel Déat）——空军部长
- 亨利·盖尔尼（Henri Guernut）——国家教育部长
- 勒内·贝斯（René Besse）——养老金部长
- 保罗·泰利耶（Paul Thellier）——农业部长
- 雅克·斯特恩（Jacques Stern）——殖民地部长
- 卡米耶·肖当——公共工程部长
- 路易·尼科勒（Louis Nicolle）——卫生和物理教育部长
- 乔治·芒代尔——邮政、电报和电话部长
- 乔治·博内——工商部长
- 约瑟夫·保罗-邦库尔——国务部长和常驻国际联盟代表

## 延伸閱讀
- Thomas, Martin, , The Journal of Modern History, 2005, 77 (4): 917–955, doi:10.1086/499830.

| 前任: 爱德华·达拉第 1933      | 第106任法国总理 1933 | 继任: 卡米耶·肖当 1933-1934 |
| 前任: 皮埃尔·赖伐尔 1935-1936 | 第113任法国总理 1936 | 继任: 莱昂·布鲁姆 1936-1937 |